# Deutsche Gesellschaft für Qualität
Die Deutsche Gesellschaft für Qualität (DGQ) ist ein eingetragener Verein, der aus dem 1952 gegründeten „Ausschuss Technische Statistik im AWF“ (Ausschuss für wirtschaftliche Fertigung) hervorgegangen ist. Seit 1972 ist sie unter ihrem heutigen Namen rechtlich selbständig. Mit knapp 750 Firmenmitgliedern, rund 5700 persönlichen Mitgliedern, 62 Regionalkreisen und fünf Geschäftsstellen bildet sie ein Netzwerk von Fachleuten aus verschiedenen Unternehmensebenen und Fachbereichen.

## Aufgaben und Struktur
Satzungsgemäßes Ziel der DGQ ist, das Know-how und die Methoden des Qualitätsmanagements branchenunabhängig weiterzuentwickeln, über neueste Erkenntnisse zu informieren und deren praktische Umsetzung zu fördern. Zu diesem Zweck entwickelt, vermittelt und fördert die DGQ Kompetenzen zur Einrichtung und kontinuierlichen Verbesserung integrativer Managementsysteme.
Am 1. Dezember 1972 wurde die „Deutsche Gesellschaft für Qualität e. V. (DGQ)“ in das Vereinsregister des Amtsgerichts Frankfurt am Main eingetragen. Den dort registrierten Vorstand bildeten Walter Masing (Vorsitzender), Paul Dietrich, Wolfgang Jacobi und Hermann Zeller.

### Beteiligungen
Als Gründungs- und Vollmitglied der European Organization for Quality (EOQ) bietet die DGQ über die deutschen Grenzen hinaus anerkannte Ausbildungsgänge und Zertifikate auf den Gebieten des umfassenden Qualitätsmanagements, des Umweltmanagements, des Arbeitssicherheits- und Gesundheitsmanagements sowie des Innovationsmanagements an. Darüber hinaus fördert sie als Mitglied und nationale Partnerorganisation der European Foundation for Quality Management (EFQM) die Managementphilosophie des EFQM-Modells für Excellence zur Stärkung der Unternehmen und Organisationen im globalen Wettbewerb.
Die DGQ vergibt den Masing-Preis, benannt nach Walter Masing (1915–2004) als einem Pionier des Qualitätsmanagements sowie langjähriger erster Vorsitzender und Ehrenvorsitzender der DGQ. Zugleich ist die DGQ beteiligt bei der Vergabe des Europäischen Qualitätspreises (EFQM Excellence Award, abgekürzt EEA) der EFQM.

### Zertifizierungen
Die Personenzertifizierungsstelle des DGQ e. V. ist von der Deutschen Akkreditierungsstelle (DAkkS) nach DIN EN ISO/IEC 17024 akkreditiert für Personenzertifizierungen im Bereich QM Fachpersonal (Akkreditierungsurkunde D-ZP-19768-01-00) und mit vielen nationalen und internationalen Gremien verbunden. Sie erfüllt international abgestimmte Anforderungen und vergibt Zertifikate, die die Personenkompetenz bestätigen.
Die Personenzertifizierungsstelle ist der nationale Partner der (EOQ) – des Qualitätsmanagement-Netzwerks in Europa, das mehr als 70.000 Experten und Organisationen verbindet. Als Dachorganisation ausgewählter nationaler Qualitätsgesellschaften entwickelt die EOQ u. a. harmonisierte Zertifizierungsprogramme für Qualitäts- und Managementfachpersonal. Die DGQ ist die einzige Organisation in Deutschland, die EOQ-Zertifikate als „Recognition of Competence“ nach Erfüllung entsprechender EOQ Zertifizierungsprogrammanforderungen vergibt.
Darüber hinaus ist sie in der International Personnel Certification Association (IPC) als Mitglied aktiv, erfüllt die Anforderungen des IPC Zertifizierungsprogramms für Auditoren (anerkannt von IAF) und arbeitet in diversen Normungsgremien bei ISO, CASCO und DIN mit. Unterstützt wird die DGQ-Personenzertifizierungstelle durch den Zertifizierungsbeirat, ein beratendes Gremium, bestehend aus mehreren Fachexperten verschiedener Branchen.
Die monatlich erscheinende Fachzeitschrift QZ Qualität und Zuverlässigkeit ist das Vereinsorgan der DGQ.

## DGQ Weiterbildung GmbH
Im Rahmen der Neustrukturierung der DGQ wurde 2007 neben dem gemeinnützigen Verein unter anderem die gemeinnützige DGQ Weiterbildung gegründet. Heute nutzen mehr als 12.000 Fach- und Führungskräfte jährlich das vielfältige Bildungsangebot, welches rund 800 Lehrgänge, Seminare, Kompakttrainings, Prüfungen, Studienangebote und E-Learning umfasst.